# Missing You (The Saturdays)
Missing You è un singolo del gruppo musicale pop britannico The Saturdays, pubblicato l'8 agosto 2010 dall'etichetta discografica Fascination.
La canzone, di genere elettropop, anticipa l'uscita dell'EP Headlines, prevista per il 16 agosto dello stesso anno.
Il singolo è stato pubblicato sia in versione tradizionale con supporto fisico, sia in versione digitale; nel primo è contenuta la b-side Ready to Rise, mentre nel secondo sono contenuti alcuni remix.
Il video del brano è stato girato a Malaga, in Spagna, nel maggio 2010 e presentato sul sito ufficiale del gruppo il 26 giugno successivo.

## Tracce
CD singolo
1. Missing You - 3:41
2. Ready to Rise

Download digitale
1. Missing You - 3:41
2. Missing You (Cahill Club Mix) - 6:04
3. Missing You (Steve Smart Club Mix) - 6:15
4. Missing You (Cahill Radio Edit) - 3:56 (solo per iTunes)[1]

## Classifiche
| Classifica  | Posizione raggiunta |
| ----------- | ------------------- |
| Regno Unito | 3                   |
| Irlanda     | 6                   |